# Kazımlı Cil
Kazımlı Cil (azerbajdzjanska: Cil) är en ort i Azerbajdzjan.   Den ligger i distriktet Lənkəran Rayonu, i den sydöstra delen av landet, 200 km sydväst om huvudstaden Baku. Antalet invånare är 2 279.
Terrängen runt Kazımlı Cil är platt åt nordost, men åt sydväst är den kuperad. Trakten är tätbefolkad. Närmaste större samhälle är Lankaran, 13,5 km sydost om Kazımlı Cil.